# Aeropuerto de Zagreb-Franjo Tuđman
El Aeropuerto Franjo Tuđman de Zagreb (en croata: Zračna luka „Franjo Tuđman”) (IATA: ZAG, OACI: LDZA), que se encuentra en cercanías del pueblo de Pleso y comparte instalaciones con la Base Aérea de Pleso[cita requerida], es el principal aeropuerto de Croacia, seguido por el aeropuerto de Split y el aeropuerto de Dubrovnik. Está localizado a 14 km al sudeste de Zagreb, fue utilizado por 1.992.455 pasajeros en el 2007. Es el principal centro de conexión para la aerolínea nacional de Croacia, Croatia Airlines, y además es una base de la Fuerza Aérea. Croatia Airlines y Wizz Air han establecido su base de operaciones en Zagreb. Actualmente presenta una tasa de crecimiento de pasajeros del 10%, por lo que la necesidad de una expansión se hace cada vez más evidente.

## Historia
El primer aeroódromo de Zagreb fue construido en 1909 cerca de la ciudad de Črnomerec, ciudad con la que limita hacia el este. Fue utilizado por Slavoljub Eduard Penkala para los aeroplanos que había diseñado. 
En 1927, Charles Lindbergh realizó un aterrizaje en el Aeroódromo de Borongaj tras su exitoso vuelo transatlántico. 
El aeródromo inició servicios para el tráfico de pasajeros el 15 de febrero de 1928.
Tras la Segunda Guerra Mundial, los servicios comerciales fueron trasladados a lo que fue una base aérea cercana a la villa de Lučko, al sudoeste de la ciudad, el 1° de abril de 1947. En su momento de mayor tráfico en 1959, Lučko fue utilizado por 167.000 pasajeros.  
El 20 de abril de 1962, los servicios fueron nuevamente trasladados, esta vez al actual emplazamiento en cercanías de la villa de Pleso al sudeste de Zagreb. Fue inaugurada con una pista de 2.500 metros y una terminal de 1.000 m².
Una nueva terminal de 5.000 m² fue construida en 1966, conjuntamente se llevó a cabo una ampliación de la zona de maniobras de aeronaves. 
En 1974, la pista fue extendida hasta sus actuales 3.250 m, y la terminal fue expandida hasta alcanzar los 12.000 m².
El pico de movimiento de pasajeros del aeropuerto se registró en 1979, con 1,91 millones de pasajeros.
En el 2004, el aeropuerto instaló un ILS CAT-IIIb.
La terminal VIP fue finalizada en el 2007. Está ubicado al sudoeste de la vieja terminal, el cual también sufrió renovaciones.

## Expansión y modernización
Una nueva terminal está planificada para el 2011. El plan inicial, realizado por NACO en 1997, contemplaba una superficie cubierta de 47.000 m², capacidad para 11 puentes de embarque, y capacidad para manejar 3 millones de pasajeros anuales, pero la autoridad aeroportuaria decidió reemplazar este plan por otro que contaba con una terminal más amplia. 
Un nuevo plan maestro ha sido desarrollado por Scott Associates en el 2006 y como consecuencia de ello se espera que tenga 11 puentes de embarque y una capacidad para 3,3 millones de pasajeros al año. Ocupará alrededor de 65.600 m², casi cinco veces más que la ocupada por la actual terminal. 
La terminal ha sido diseñada por Ted Nasmith, quien también ha trabajado en los efectos especiales de la trilogía de la película "El Señor de los Anillos". El diseño incluirá un área comercial con locales, bancos, cafeterías y restaurantes. Enfrente de la nueva terminal se construirá un hotel de lujo, comunicada en forma directa por un pasillo subterráneo a la terminal.
La construcción tendrá un costo total de €212 millones, y se espera que las obras empiecen en el 2008. Tras la finalización de las obras en el 2011, la terminal actual será utilizada por las aerolíneas de bajo costo. 
La base de la Fuerza Aérea será trasladada al extremo sur del aeropuerto para permitir las obras de la nueva terminal.
La nueva terminal será expandida en etapas, según la necesidad. La primera expansión (hasta 18 puentes de embarque) está planeada para el 2015. Para el año 2030, el Aeropuerto de Zagreb tendría 50 puentes de embarque y 300.000 m² de superficie.
Junto a la terminal se construirá una segunda pista. La fecha de finalización es incierta, pero lo más probable es que sea construida para 2020.
Para el 2011, también se construirá una línea de tren junto a la nueva ruta, el cual cruzará el Puente Domovinski, que será completado durante el 2007. Estas obras crearán un completamente nuevo acceso hacia la ciudad desde el este.

## Aerolíneas y destinos

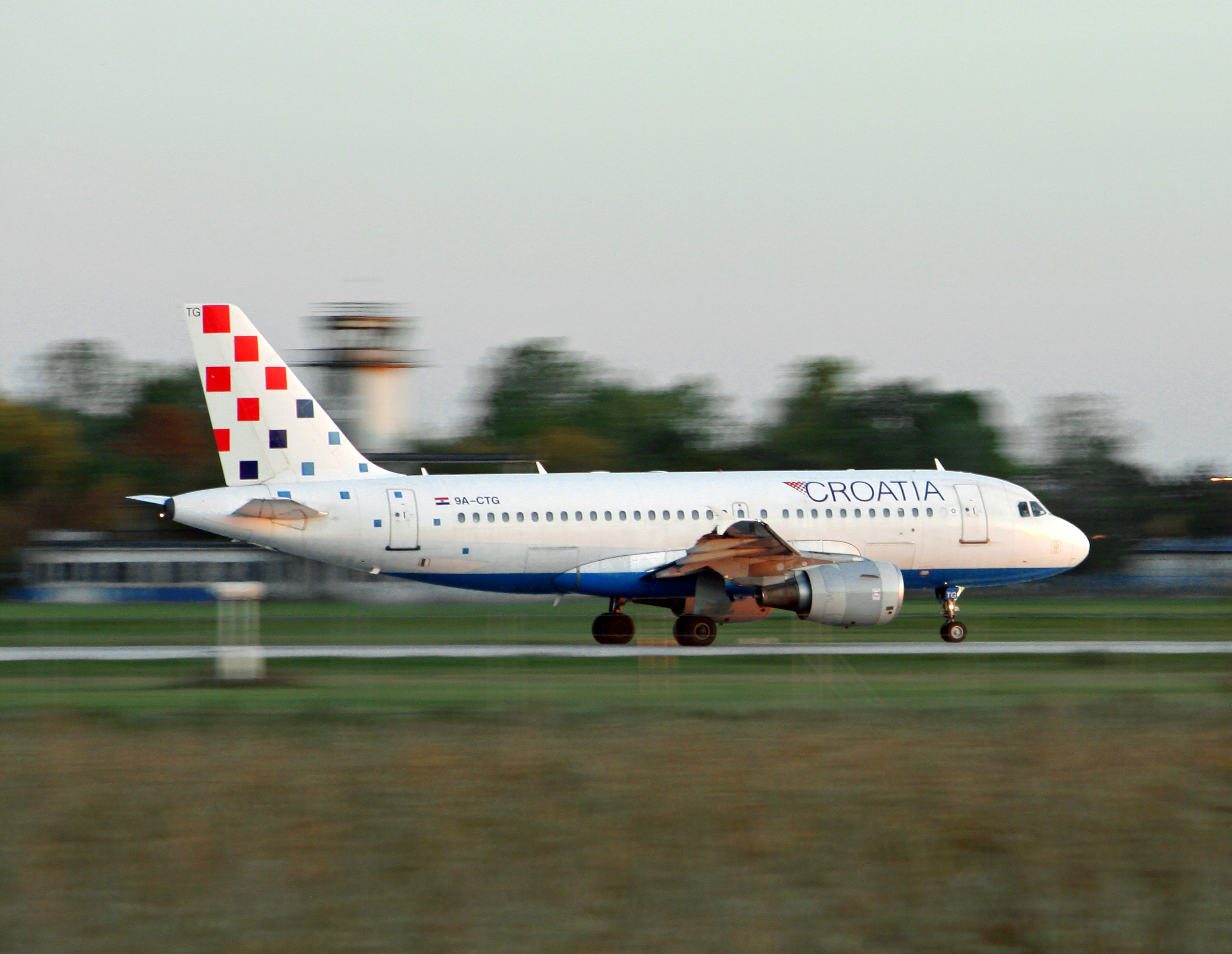
Airbus A319 de Croatia Airlines despegando en el aeropuerto de Zágreb

### Destinos nacionales
| Ciudades  | Nombre del aeropuerto   | Aerolíneas                 |
| --------- | ----------------------- | -------------------------- |
| Dubrovnik | Aeropuerto de Dubrovnik | Croatia Airlines           |
| Osijek    | Aeropuerto de Osijek    | Trade Air                  |
| Pula      | Aeropuerto de Pula      | Croatia Airlines (vía ZAD) |
| Split     | Aeropuerto de Split     | Croatia Airlines           |
| Zadar     | Aeropuerto de Zara      | Croatia Airlines           |

### Destinos internacionales
| Ciudades por países    | Nombre del aeropuerto                             | Aerolíneas                                              | Aeronaves    | Frecuencias semanales |              |
| Norteamérica           | Norteamérica                                      | Norteamérica                                            | Norteamérica | Norteamérica          | Norteamérica |
| ---------------------- | ------------------------------------------------- | ------------------------------------------------------- | ------------ | --------------------- | ------------ |
| Canadá                 |                                                   |                                                         |              |                       |              |
| Toronto                | Aeropuerto Internacional Toronto Pearson          | Air Canada Rouge (Estacional) Air Transat (Estacional)  | A3xx         |                       |              |
| Asia                   |                                                   |                                                         |              |                       |              |
| Catar                  |                                                   |                                                         |              |                       |              |
| Doha                   | Aeropuerto Internacional Hamad                    | Qatar Airways                                           |              |                       |              |
| Corea del Sur          |                                                   |                                                         |              |                       |              |
| Seúl                   | Aeropuerto Internacional de Incheon               | Korean Air (Estacional)                                 |              |                       |              |
| Emiratos Árabes Unidos |                                                   |                                                         |              |                       |              |
| Dubái                  | Aeropuerto Internacional de Dubái                 | Emirates (Estacional) Flydubai                          | B737-8MAX    | 4                     |              |
| Israel                 |                                                   |                                                         |              |                       |              |
| Tel Aviv               | Aeropuerto Internacional Ben Gurión               | El Al                                                   | B7x7         |                       |              |
| Europa                 |                                                   |                                                         |              |                       |              |
| Alemania               |                                                   |                                                         |              |                       |              |
| Berlín                 | Aeropuerto de Berlín-Brandeburgo Willy Brandt     | Eurowings                                               |              |                       |              |
| Colonia/Bonn           | Aeropuerto de Colonia/Bonn                        | Eurowings                                               |              |                       |              |
| Düsseldorf             | Aeropuerto Internacional de Düsseldorf            | Eurowings                                               |              |                       |              |
| Fráncfort del Meno     | Aeropuerto de Fráncfort del Meno                  | Lufthansa                                               |              |                       |              |
| Hamburgo               | Aeropuerto de Hamburgo                            | Eurowings (Estacional)                                  |              |                       |              |
| Múnich                 | Aeropuerto Internacional de Múnich                | Croatia Airlines Lufthansa                              |              |                       |              |
| Stuttgart              | Aeropuerto de Stuttgart                           | Eurowings                                               |              |                       |              |
| Austria                |                                                   |                                                         |              |                       |              |
| Viena                  | Aeropuerto de Viena-Schwechat                     | Austrian Airlines Croatia Airlines                      |              |                       |              |
| Bélgica                |                                                   |                                                         |              |                       |              |
| Bruselas               | Aeropuerto de Bruselas-National                   | Brussels Airlines Croatia Airlines                      | A3xx         |                       |              |
| Bosnia y Herzegovina   |                                                   |                                                         |              |                       |              |
| Mostar                 | Aeropuerto de Mostar                              | Croatia Airlines                                        |              |                       |              |
| Sarajevo               | Aeropuerto Internacional de Sarajevo              | Croatia Airlines                                        |              |                       |              |
| Dinamarca              |                                                   |                                                         |              |                       |              |
| Copenhague             | Aeropuerto de Copenhague-Kastrup                  | Croatia Airlines                                        |              |                       |              |
| España                 |                                                   |                                                         |              |                       |              |
| Barcelona              | Aeropuerto de Barcelona-El Prat                   | Croatia Airlines Vueling (Estacional)                   | A3xx         |                       |              |
| Jerez de la Frontera   | Aeropuerto de Jerez                               | Vueling                                                 | A3xx         |                       |              |
| Málaga                 | Aeropuerto de Málaga                              | Ryanair                                                 |              |                       |              |
| Madrid                 | Aeropuerto de Madrid-Barajas                      | Iberia                                                  | A3xx         |                       |              |
| Sevilla                | Aeropuerto de Sevilla                             | Vueling                                                 | A3xx         |                       |              |
| Finlandia              |                                                   |                                                         |              |                       |              |
| Helsinki               | Aeropuerto de Helsinki-Vantaa                     | Croatia Airlines (Operado por Air Nostrum) (Estacional) |              |                       |              |
| Francia                |                                                   |                                                         |              |                       |              |
| París                  | Aeropuerto de París-Charles de Gaulle             | Air France Croatia Airlines                             |              |                       |              |
| Grecia                 |                                                   |                                                         |              |                       |              |
| Atenas                 | Aeropuerto Internacional Eleftherios Venizelos    | Aegean Airlines                                         | A32x         |                       |              |
| Irlanda                |                                                   |                                                         |              |                       |              |
| Dublín                 | Aeropuerto de Dublín                              | Croatia Airlines                                        |              |                       |              |
| Italia                 |                                                   |                                                         |              |                       |              |
| Milán                  | Aeropuerto de Milán-Malpensa                      | Croatia Airlines (Estacional)                           |              |                       |              |
| Roma                   | Aeropuerto de Roma-Fiumicino                      | Croatia Airlines (Vía SPU) y (Vía DBV)                  |              |                       |              |
| Macedonia del Norte    |                                                   |                                                         |              |                       |              |
| Skopie                 | Aeropuerto de Skopie                              | Croatia Airlines                                        |              |                       |              |
| Noruega                |                                                   |                                                         |              |                       |              |
| Oslo                   | Aeropuerto de Oslo-Gardermoen                     | Croatia Airlines (Operado por Air Nostrum) (Estacional) |              |                       |              |
| Países Bajos           |                                                   |                                                         |              |                       |              |
| Ámsterdam              | Aeropuerto de Ámsterdam-Schiphol                  | Croatia Airlines KLM Cityhopper                         | E-Jet        |                       |              |
| Polonia                |                                                   |                                                         |              |                       |              |
| Varsovia               | Aeropuerto de Varsovia-Frédéric Chopin            | LOT Polish Airlines                                     |              |                       |              |
| Portugal               |                                                   |                                                         |              |                       |              |
| Lisboa                 | Aeropuerto de Lisboa                              | Croatia Airlines (Estacional)                           |              |                       |              |
| Reino Unido            |                                                   |                                                         |              |                       |              |
| Londres                | Aeropuerto de Londres-Heathrow                    | British Airways Croatia Airlines                        |              |                       |              |
| República Checa        |                                                   |                                                         |              |                       |              |
| Praga                  | Aeropuerto de Praga                               | Czech Airlines (Estacional)                             |              |                       |              |
| Rumania                |                                                   |                                                         |              |                       |              |
| Bucarest               | Aeropuerto Internacional de Bucarest-Henri Coandă | Croatia Airlines (Estacional)                           |              |                       |              |
| Serbia                 |                                                   |                                                         |              |                       |              |
| Belgrado               | Aeropuerto de Belgrado-Nikola Tesla               | Air Serbia                                              |              |                       |              |
| Suiza                  |                                                   |                                                         |              |                       |              |
| Zúrich                 | Aeropuerto Internacional de Zúrich                | Croatia Airlines                                        |              |                       |              |
| Turquía                |                                                   |                                                         |              |                       |              |
| Estambul               | Aeropuerto Internacional de Estambul              | Turkish Airlines                                        |              |                       |              |

### Aerolíneas de carga
| Aerolíneas                                   | Destinos                |
| -------------------------------------------- | ----------------------- |
| MiniLiner                                    | Milán-Orio al Serio     |
| Solinair                                     | Liubliana, Sarajevo     |
| Trade Air                                    | Liubliana, Sarajevo     |
| UPS Airlines operado por Farnair Switzerland | Colonia/Bonn, Liubliana |

## Tráfico

Mapa que muestra la ubicación de los Aeropuertos de Croacia.

Ver fuente y consulta Wikidata.
- Datos de 2017 hasta el 31 de mayo

## Servicios
El aeropuerto cuenta con autobuses y taxis que lo comunican con el área urbana de la ciudad. En la zona de salida de los arribos internacionales se encuentra la terminal de autobuses que realiza viajes al centro de Zagreb.
Además cuenta con oficinas de alquiler de vehículos, casas de cambio, correos, cajeros automáticos, salas de reuniones, sectores Vip, cabinas telefónicas y de internet, restaurantes, cafeterías, bares, tiendas libres de impuestos, tabaquerías, locales de suvenires, centros de primeros auxilios, agencia de viajes, tres playas de estacionamiento con 550 plazas y centros de información y turismo.

## Galería

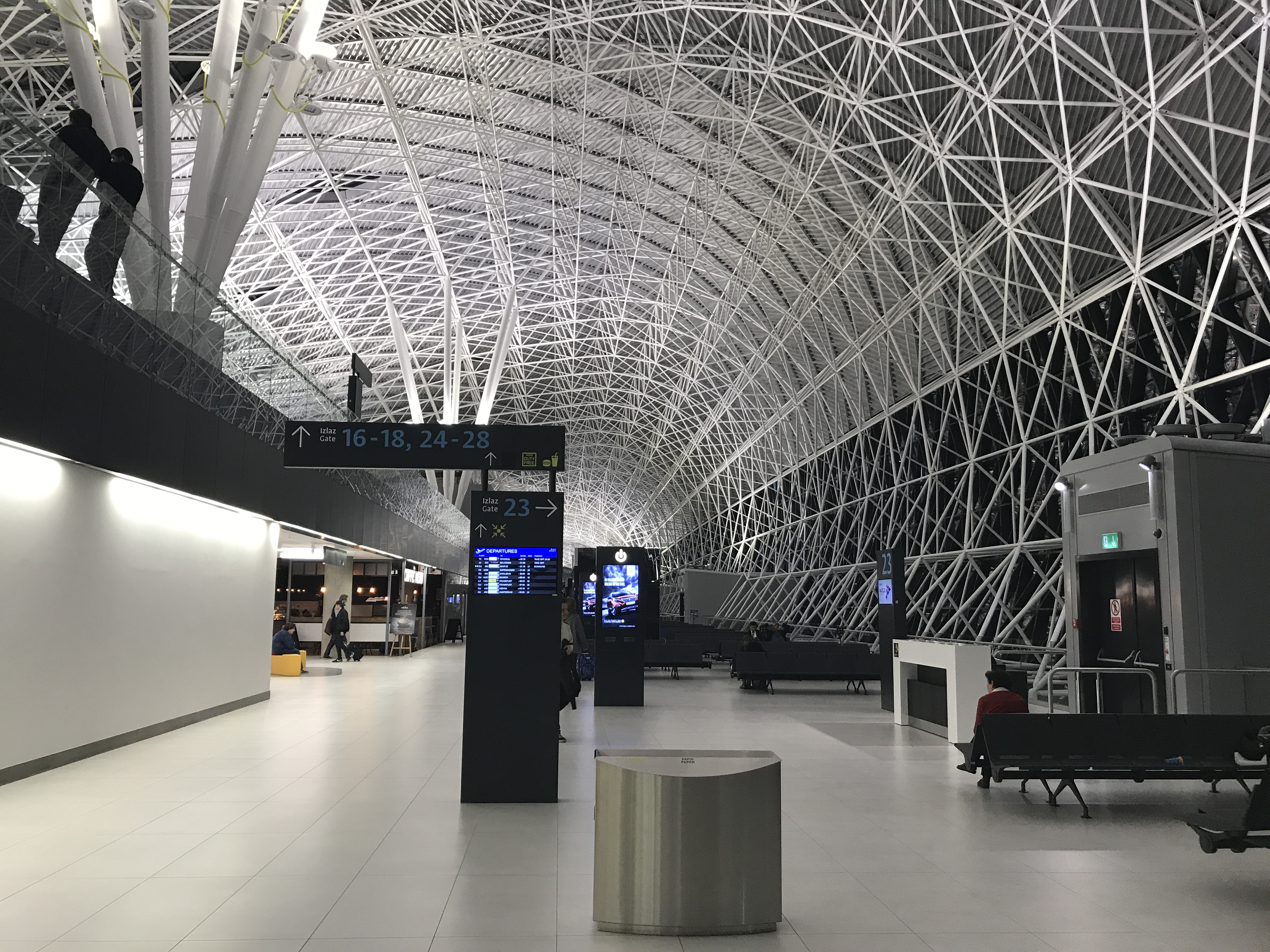
Interior de terminal
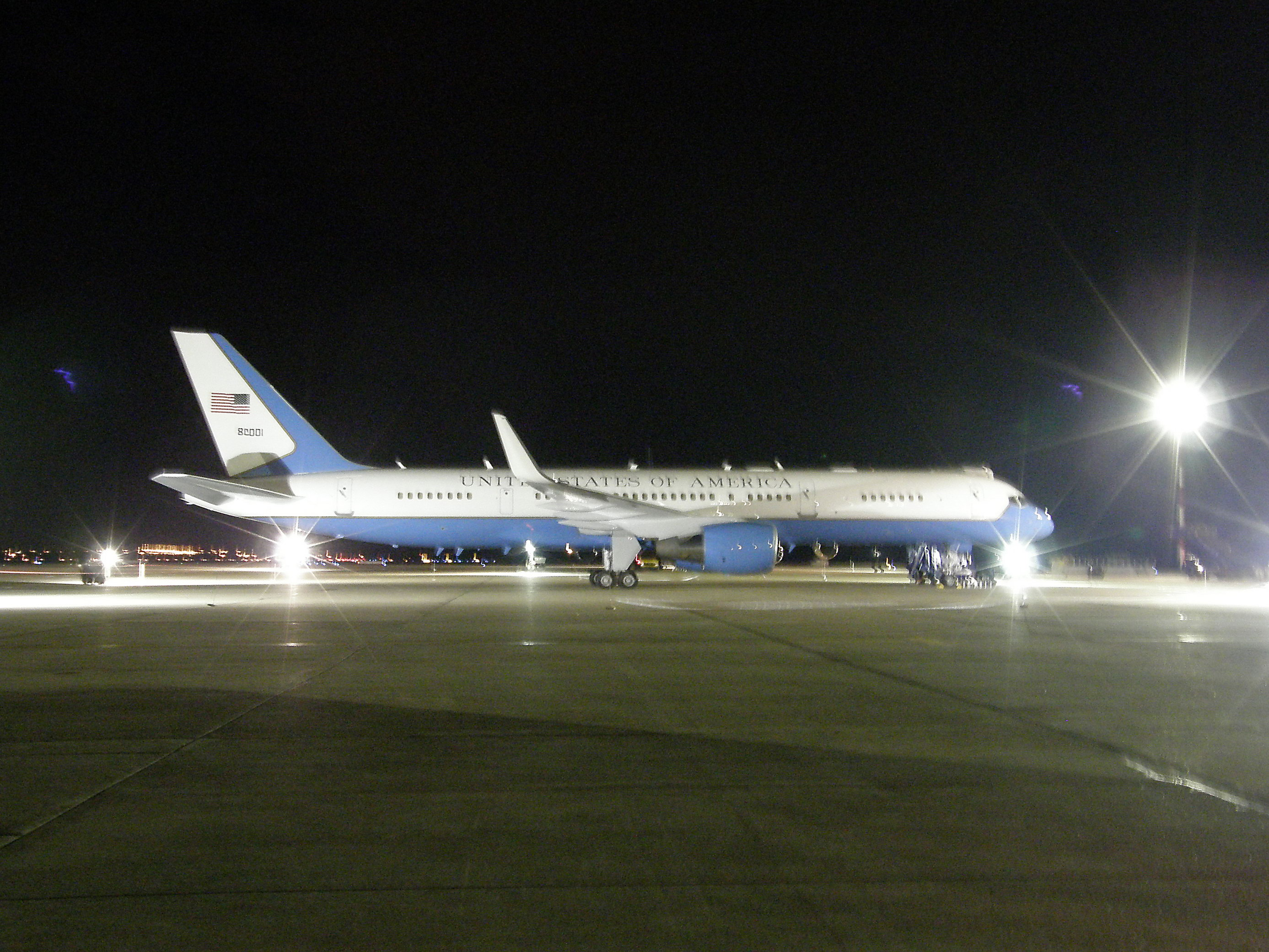
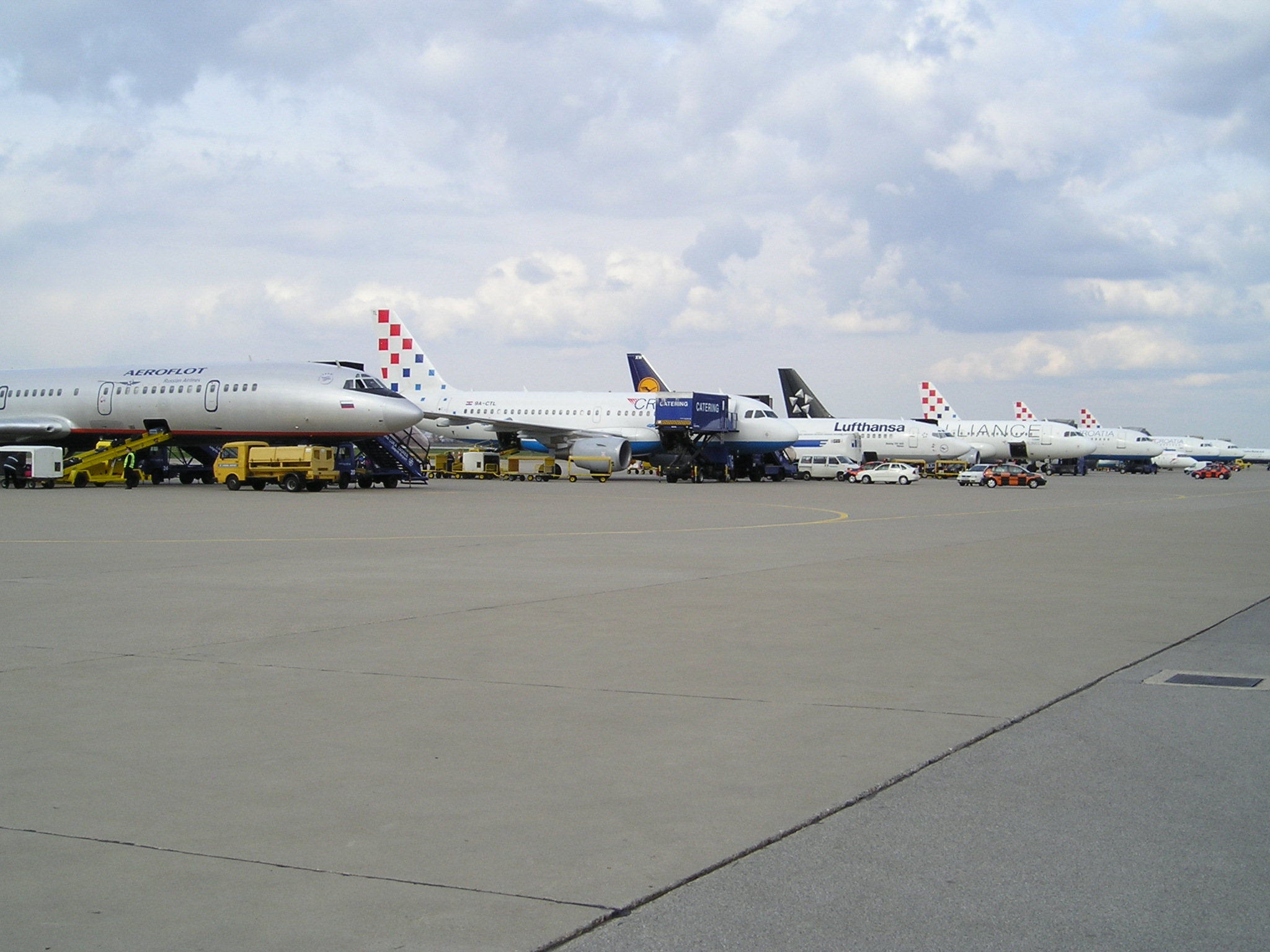
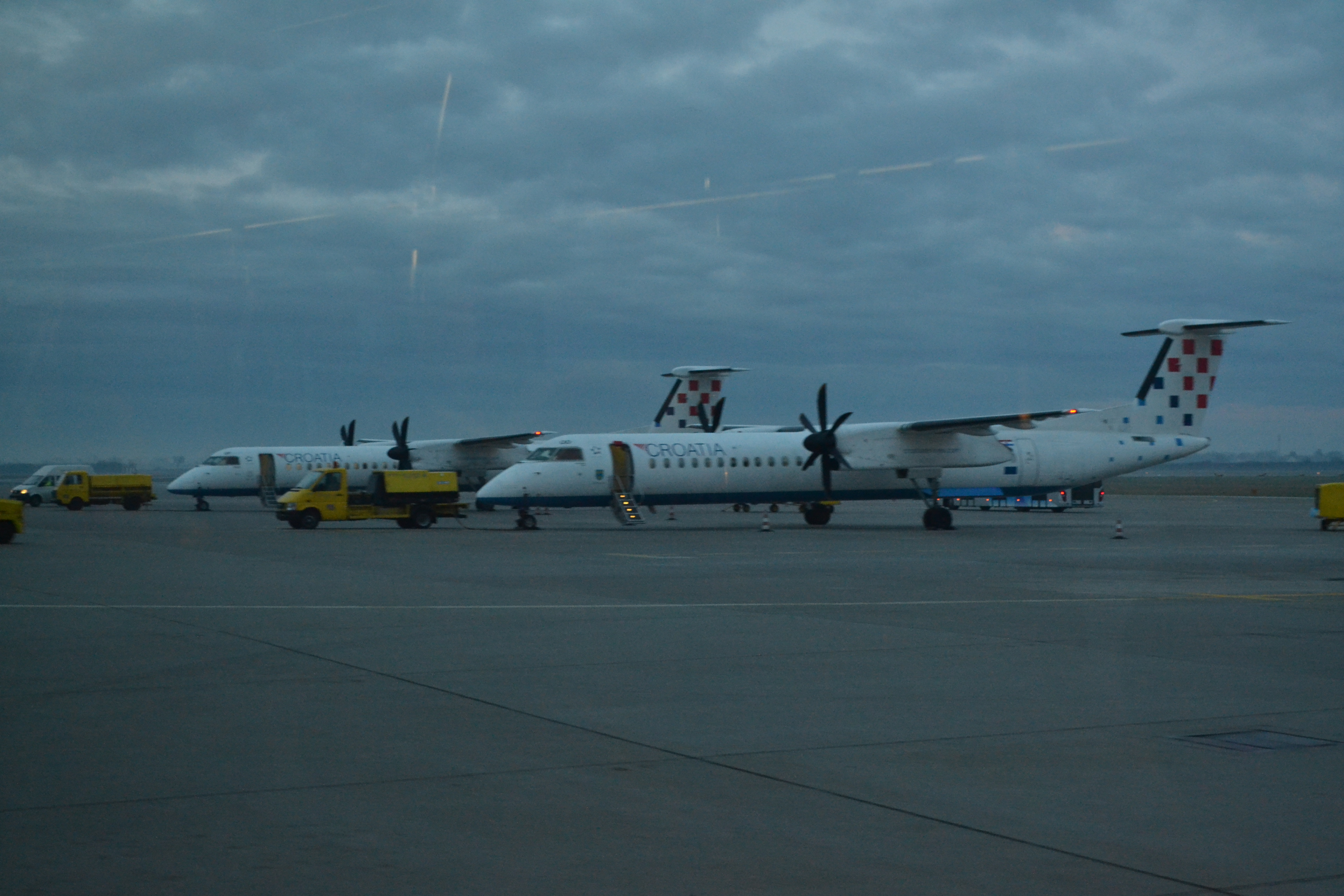
Bombardier Dash 8 Q400 de Croatia Airlines en el Aeropuerto Internacional de Zagreb, Croacia
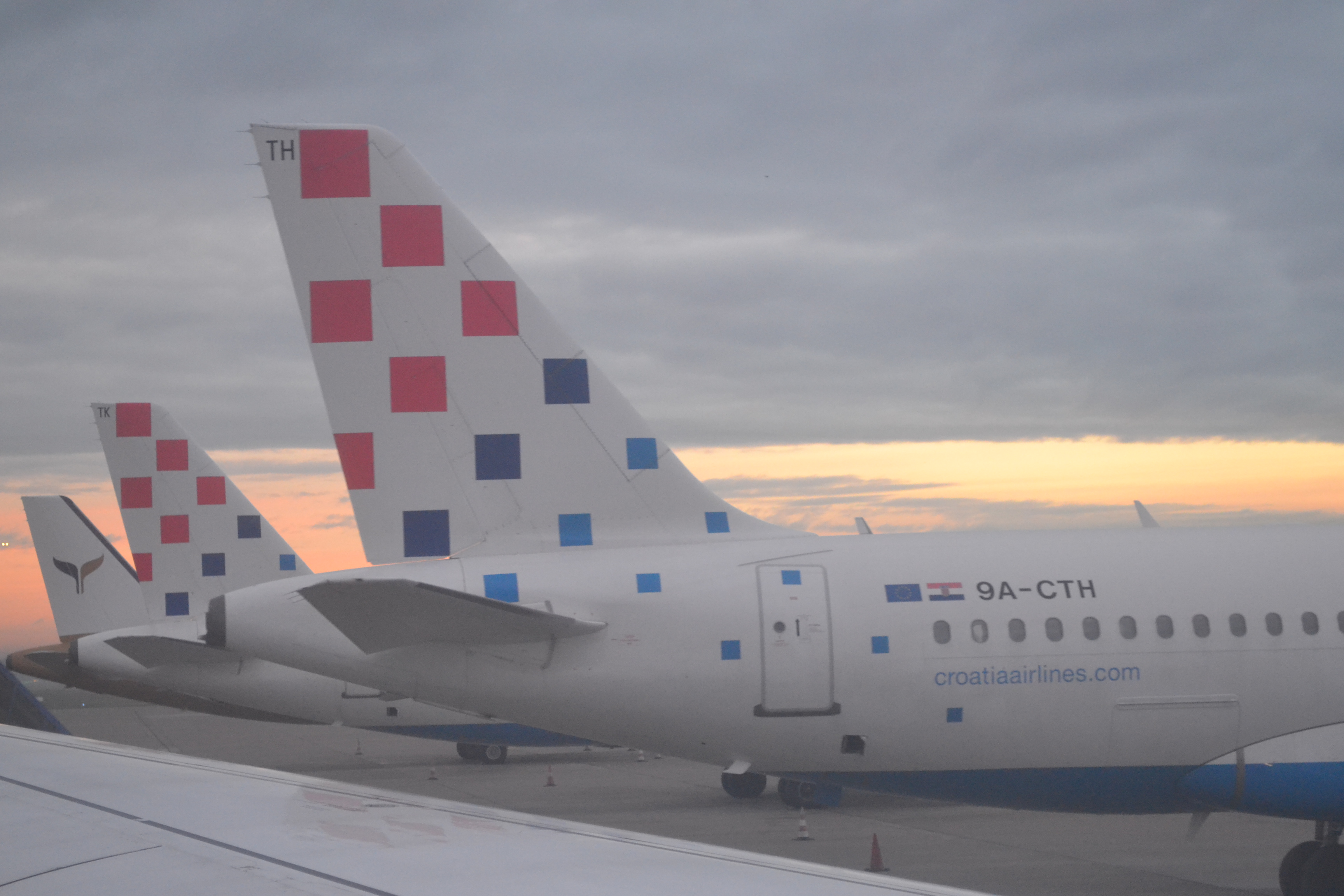
Aviones de Croatia Airlines en el Aeropuerto Internacional de Zagreb, Croacia